# بخش وادودارا
بخش وادودارا (به انگلیسی: Vadodara district) یک بخش در هند است که در گجرات واقع شده‌است. بخش وادودارا ۷٬۵۱۲ کیلومتر مربع مساحت و ۴٬۱۶۵٬۶۲۶ نفر جمعیت دارد.